# Comtois
De comtois is een paardenras dat afkomstig is uit het Frans-Zwitserse Juragebergte.
Het ras dankt zijn naam aan de voormalige regio Comté, waarin het Franse deel van het Juragebergte ligt. De comtois is een trekpaard en wordt vooral gebruikt in de bos-, wijn- en landbouw. Vanwege zijn zekere stap is hij uiterst geschikt voor het werk in bergachtig gebied. De comtois weegt ongeveer 650 tot 800 kg en heeft een stokmaat van gemiddeld 1,60 m. Ze zijn bijna altijd voskleurig met lichtere manen en staart, maar bruin komt ook voor.
De comtois is het populairste trekpaardras in Frankrijk en na de ardenner is het het op één na grootste trekpaardenstamboek ter wereld.